# Caspar Othmayr

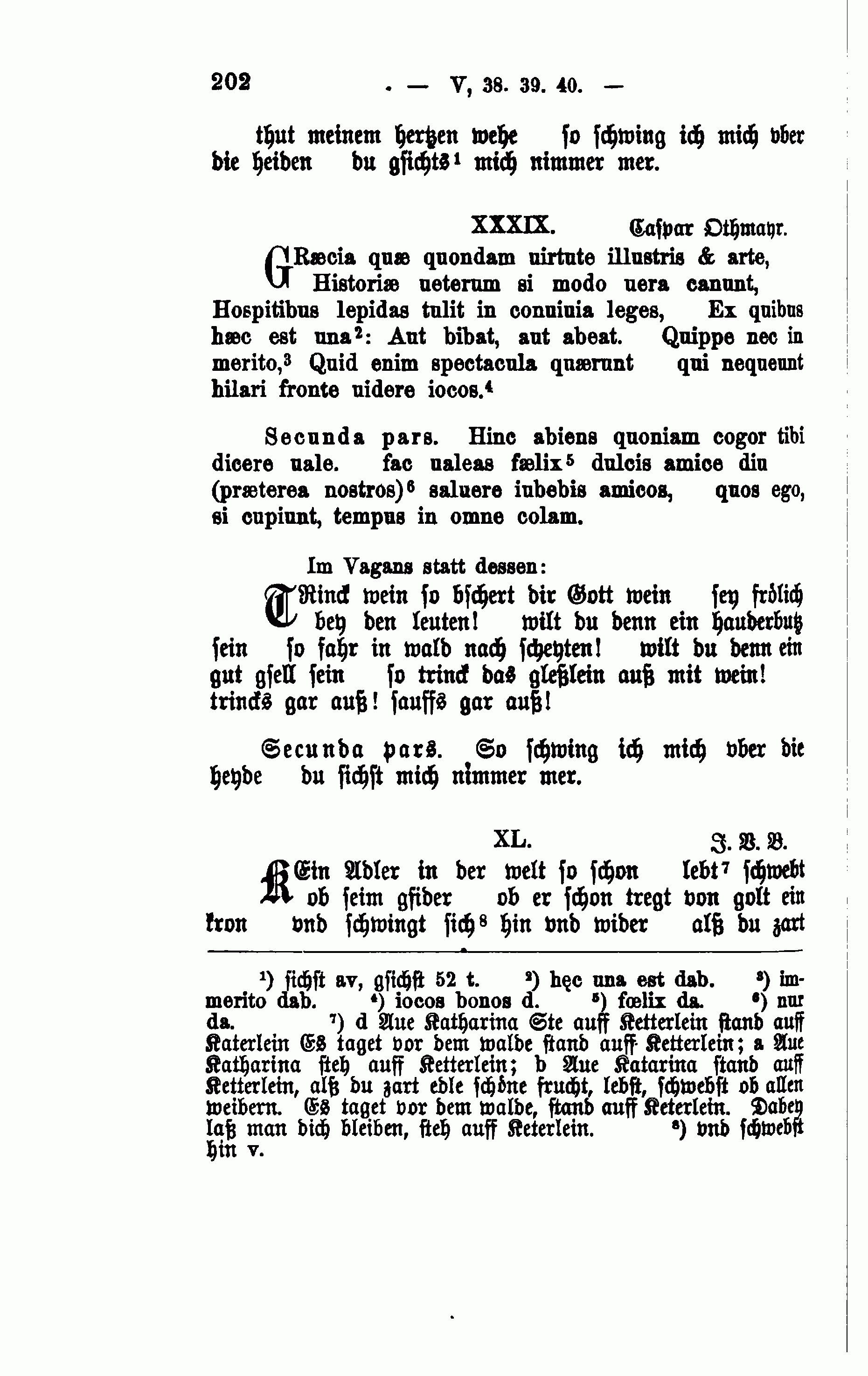
Uma obra de Caspar Othmayr (em Frische teutsche Liedlein, p. 202)

Caspar Othmayr (12 de março de 1515 – 4 de fevereiro de 1553) foi um luterano pastor e compositor alemão.

## Vida
Othmayr nasceu em Amberg, Alto Palatinado, e estudou em Heidelberg como aluno de Lorenz Lemlin, entre outros. Posteriormente, tornou-se reitor da escola do mosteiro de Heilsbronn perto de Ansbach. A partir de 1548, foi preboste em Ansbach, mas logo perdeu o cargo devido a divergências teológicas.
Othmayr é considerado um dos mestres da frase melódica (Liedsatz) de meados do século XVI. As obras mais importantes foram escritas de 1545 a 1550. Ele compôs numerosos hinos inspirados por Martinho Lutero, e em 1546 escreveu Epitaphium a Lutheri em sua memória.
Suas obras são encontradas em numerosas coleções de sua época, como em Frische teutsche Liedlein de Georg Forster.
Othmayr morreu em Nuremberg em 1553 aos 38 anos de idade.

## Trabalhos
(Local de publicação de todas as obras impressas: Nuremberg)
- Música vocal em gravuras individuais
  - Cantilenae aliquot elegantes ac piae (1546)
  - Epitaphium D. Martini Lutheri (1546)
  - Bicinia sacra. Belas canções sacras e salmos com duas vozes para cantar docemente (1547; do nº 33 falta a vox vulgaris)
  - Symbola illustrissimorum principum, nobilum, aliorunque doctinra, ac virtutem ornamentis praestantium virorum, musicis numeris explicate (1547)
  - Reutterische und jegerische Liedlein (1549)
- Obras sacras em gravuras coletivas
  - "Ó Senhor, meu Deus" (quatro vozes) (1568)
- Obras Seculares em Estampas Coletivas
  - "Non secus atque olim" (quatro vozes)
  - "Philippe qui videt me" (quatro vozes) (1546)
  - "Es liegt ein Schloß in Österreich" (Quatro vozes) (1549)
  - "Der Winter kalt ist vor dem Haus" (Quatro vozes) (1549)
  - "Entlaubet ist der Walde" (quatro vozes) (1549)
  - "Ach Gott, wie wehe tut scheiden" (1549)
  - "Der Mond der steht am Höchsten" (Quatro vozes) (1549)
  - "Hatt' mir ein Espeszweigelein" (quatro vozes) (1549)
  - "Ich kam für ein'r Frau Wirtin Haus" (1549)
  - "Ich armes Maidlein klam 'mich sehr" (quatro vozes) (1549)
  - "Es naht sich gegen Maien" (Quatro vozes) (1549)
  - "Der Wein schmeckt mir wohl" (Quatro vozes) (1549)
  - "Man singt von schönen Jungfrauen viel" (quatro vozes) (1549)
  - "Ich hört' ein Fräulein klagen" (Quatro vozes) (1549)
  - "Ich armes Käuzlein kleine" (quatro vozes) (1549)
  - "Wohlauf, gut' G'sell, von hinnen" (1549)
  - "Nun schürz dich, Maidlein" (quatro vozes) (1549)
  - "Mir ist ein fein's braun's Maidelein" (quatro vozes) (1549)
  - "Mein' Lieb' und Treu" para quatro vozes, em: 68 Lieder (Nuremberg 1553)
  - "Wer's glauben will" para quatro vozes, em: 68 canções (Nuremberg 1553)
  - "Ich schell' mein Horn" (quatro vozes) (1556)
  - "Graecia quae quondam / Beba vinho" (cinco vozes) (1556)
  - "Vidi alios intrantes / Da trunken sie" (cinco vozes) (1556)
- Música vocal sacra manuscrita
  - Moteto "Sanctae Trinitatis festum" para quatro vozes (c. 1550; A voz de tenor está faltando)
  - Moteto "Tribulatio patientiam"
  - Moteto "Gloria laus"
  - Moteto "Israel es tu"
  - Moteto "Cetus in excelsis"
  - "Der Tag der ist so freudenreich" (O Dia da Alegria) para quatro vozes (fragmento)
  - Moteto "Sed tu deus rector" para quatro vozes
  - Moteto "Oculos non vidit" para quatro vozes
  - Moteto "Sposa Christi" para seis vozes
  - Moteto "Deus domini mei Abraham" para quatro vozes
- Obras seculares manuscritas
  - "Non somnos requiem / Mein Tag mit Unruhe" (cinco vozes) (Symbolum do Duque Henrique de Brunswick)
  - "Quisquis requiem quaeris" (seis vozes)
  - "Audi tellus / Ubi Julius ubi Pompeius" (quatro vozes)
  - "Saxoniae ducis / Palladia flamifero" para cinco vozes (apenas vagans e tenor sobreviveram)
  - "Non Argus largus" (cinco vozes)
  - "Scaevola, tu coenas" (seis vozes)
  - "Vineae florentes - Temos um bom anfitrião" por cinco votos
  - "Omnia vertuntur" (quatro vozes)
  - "Eia der Vog'l aß ein Eyo" (quatro vozes)
  - "Delicta iuventutis"
  - "Quoniam non in multitudine"
  - "Deus vitam meam"
  - "Utinam dirigantur viae"
  - "Et si transieris"
  - "Omnes namque tibi debetur"
  - "Nam qui divitiis praebet"
  - "Quare psalmis iubilemus"
- Música instrumental
  - Uma Dança Camponesa, para quatro vozes
  - Tablatura do alaúde "Glück mit der Zeit"

Duas outras obras instrumentais de Hans Albrecht (1950) e treze peças de música vocal atribuídas a Caspar Othmayr foram perdidas.